# 神宫寺勇太
神宮寺勇太（日语：／ Jingūji Yūta，1997年10月30日—）為日本偶像，千葉縣出身。2010年10月30日加入傑尼斯事務所。曾是旗下男子偶像組合「King & Prince」的成員，2018年5月23日隨組合正式出道。於2023年5月22日退出King & Prince及傑尼斯事務所。現隸屬於TOBE。

## 簡歷
- 2010年10月30日，在自己13歲生日當天進入傑尼斯事務所，成為東京小傑尼斯並開始活動[2]。

- 2014年5月5日，與Sexy Zone的マリウス葉、同日入社的岩橋玄樹結成Sexy Zone子組合「Sexy Boyz」[3]。

- 2015年6月5日，與平野紫耀、永瀬廉、高橋海人、岩橋玄樹、岸優太結成六人組合「Mr.King vs Mr.Prince」（神宫寺勇太、岩橋玄樹、岸優太三人屬Mr.Prince成員），擔任「朝日電視台．六本木新城夏季慶典 SUMMER STATION」活動的官方應援團[4]。

- 2015年8月20日，組合分為兩個小組繼續活動；自此至正式出道前，與岩橋玄樹及岸優太三人作為「Prince」一起進行小傑尼斯活動[5]。

- 2018年5月23日，兩個小組合併，六人以組合名「King & Prince」正式CD出道[6]。

- 2021年末，首次單獨主演舞台劇「葵上」和「弱法師」，分別飾演美貌青年・若林光及因戰火而失明的20歲青年・俊德；與資深女演員中山美穗共演，於11月8日至12月5日期間在東京及大阪進行共32場公演。

- 2022年11月4日傑尼斯事務所宣佈，King & Prince成員平野紫耀、神宮寺勇太將於2023年5月22日退出事務所，岸優太則預定在秋天[7]。

- 2023年5月22日退出King & Prince並離開事務所。

- 2023年7月7日正式加入TOBE事務所。

- 2023年10月15日，與平野紫耀以及當天宣布加入TOBE的岸優太組成團體「NUMBER_I」[8]。

## 演出

### 電視劇
- 愛情種子（日本電視台、2012年7月）- 飾 片桐航
- 幽靈女友（2013年4月9日 - 6月18日、關西電視台）- 飾 相田拓途
- 49（2013年10月5日 - 12月29日、日本電視台） - 飾 井上智
- SHARK〜2nd Season〜（2014年4月20日 - 7月13日、日本電視台）- 飾 東禮央
- 青春偵探晴也～不容許大人的作惡～第5話（2015年11月12日、日本電視台） - 飾 宮澤翔太
- 一定要喜歡社團活動嗎？（2018年10月23日〔22日深夜〕- 12月24日〔23日深夜〕、日本電視台）- 飾 窪田
- 准教授・高槻彰良の推察（日语：准教授・高槻彰良の推察） - 飾 深町尚哉
  - Season1（2021年8月7日 - 9月25日、東海電視台）
  - Season2（2021年10月10日 - 11月28日、WOWOW）
- 接待員JOE（2022年4月26日 - 6月28日、日本電視台）- 飾 城拓海

### 電影
- 我家執事如是說！（日语：うちの執事が言うことには）（2019年5月17日上映） - 飾 赤目刻彌[9]

### 電視節目
- 我武者羅！（日语：ガムシャラ!）（2014年4月12日 - 2016年4月3日、朝日電視台）
- 距離名勝最近的家（日语：名所から一番近い家）（朝日電視台）- MC
  - （2020年1月18日・25日・4月3日・11月21日）
  - （2021年5月18日）
  - （2022年1月17日）

### CM
- 31冰淇淋「チャレンジ・ザ・トリプル」（2013年8月1日 - ）
- 久光製藥「アレグラFX」（2021年 - ）

### MV
- SMAP「Joy!!」（2013年）

### 演唱會
- JOHNNYS' Worldの感謝祭 in 東京ドーム（2013年3月16日 - 17日、東京ドーム）
- ガムシャラ J's Party !! Vol.1（2014年2月1日 - 2日、EXシアター六本木）
- ガムシャラ J's Party !! Vol.6（2014年12月17日 - 18日、EXシアター六本木）
- ガムシャラ J's Party !! Vol.8（2015年2月19日 - 21日、EXシアター六本木）
- ジャニーズ銀座 2015（2015年4月24日 - 26日・5月30日 - 6月1日、シアタークリエ）
- ガムシャラ! サマーステーション〔チーム者〕（2015年7月25日・28日・8月1日・7日・9日・10日・15日、東京・EXシアター六本木）

### 舞台
- SUMMARY
  - SUMMARY 2011（2011年8月7日 - 9月11日、TOKYO DOME CITY HALL）
  - Johnny's Dome Theatre 〜SUMMARY〜（2012年9月8日 - 9日、TOKYO DOME CITY HALL）
- JOHNNYS' World -ジャニーズ・ワールド-
  - JOHNNYS' World -ジャニーズ・ワールド-（2012年11月10日 - 12月30日、帝国劇場）
  - JOHNNYS' 2020 WORLD -ジャニーズ トニトニ ワールド-（2013年12月7日 - 2014年1月27日、帝国劇場）
  - 2015新春 JOHNNYS' World（2015年1月1日 - 2015年1月27日、帝国劇場）
- DREAM BOYS（2019年9月3日 - 27日、帝国劇場） - ジン 役
  - DREAM BOYS（2020年12月10日 - 2021年1月27日、帝国劇場）
- 『葵上』『弱法師』-「近代能楽集」より- 主演・若林光 / 俊徳 役
  - 東京公演（2021年11月8日 - 28日、東京環球劇場）
  - 大阪公演（2021年12月1日 - 5日、梅田藝術劇場）

## 外部連結
- 官方網站 （页面存档备份，存于） - TOBE
- Johnny's net > King & Prince （页面存档备份，存于）
- 神宫寺勇太的Instagram帳戶
- 神宫寺勇太在互联网电影资料库（IMDb）上的資料（英文）